# Associazione Calcio Juve Stabia
L'Associazione Calcio Juve Stabia è stata una società calcistica italiana con sede a Castellammare di Stabia (NA). Nel 2001 cessò le attività causa debiti, ed il suo posto fu idealmente preso dall'odierna Società Sportiva Juve Stabia.

## Storia
Nel 1939 a Castellammare di Stabia nacque, in maglia bianconera, la Società Sportiva Juventus Stabia, fondata da Salvatore Russo. Fino al 1944 il club dell'area a sud di Napoli disputò i campionati provinciali giovanili della Sezione Propaganda FIGC, affermandosi poco alla volta come vivaio di talenti che passarono successivamente alla principale società cittadina, l'A.C. Stabia. Nel 1945 si iscrisse per la prima volta al campionato regionale di Prima Divisione, mentre la squadra riserve si iscrisse alla Seconda Divisione.
Quando lo Stabia, che raggiunse anche la Serie B, fallì, la Juventus Stabia divenne inaspettatamente il primo club cittadino. Per l'occasione "si rifece il look": abbandonò il bianconero ed assunse il gialloblù, richiamandosi similmente al precedente Stabia, ai colori della città.
La Juventus Stabia ottenne come suo massimo risultato la finale play off per il salto in Serie B. Tale finale si disputò sul neutro di Napoli, contro la Salernitana: furono proprio i granata di Salerno infine a prevalere. La Juventus Stabia rimase dunque in Serie C1. Ritentò il salto di categoria nel 1999, ma stavolta a fermarla vi fu un'altra campana: il Savoia della vicina Torre Annunziata.
Il club, che già nel 1996 modificò la propria ragione sociale in Associazione Calcio Juve Stabia subì in seguito un lento declino culminato dapprima con la retrocessione in Serie C2 nel 1999-2000 ed infine con il fallimento giunto nel 2001. Per una stagione, la città di Castellammare di Stabia rimase senza il maggiore club rappresentativo. Tale ruolo fu appositamente assunto in seguito dal Comprensorio Stabia, sorto nel 2002 e diventato Società Sportiva Juve Stabia nel 2003.